# Osservatorio dell'Università di Helsinki
L'Osservatorio dell'Università di Helsinki (in finlandese: Helsingin Yliopiston Observatorio) è un osservatorio astronomico gestito dall'Università di Helsinki, della quale ha ospitato il Dipartimento di Astronomia fino al 2009. Ad oggi è un museo e un centro per visitatori a tema astronomico.

## Storia
L'osservatorio è stato progettato in collaborazione dal professore Friedrich Wilhelm Argelander e dall'architetto Carl Ludvig Engel, e fu realizzato fra il 1831 e il 1834 sulla collina di Ulricasborg (oggi collina Tähtitorninmäki, cioè "dell'osservatorio"). La sua strumentazione e la collezione di libri di astronomia furono portate a Helsinki dopo essere sopravvissute al grande incendio di Turku. L'osservatorio era uno dei più moderni dell'epoca, e fu da esempio per molti osservatori costruiti successivamente, come l'Osservatorio di Pulkovo.
Nel 1890 venne costruita una torre nel giardino dell'osservatorio, separata dal resto dell'edificio, con un telescopio dedicato all'astrofotografia: un doppio rifrattore che combinava due rifrattori da 33 cm montati insieme. Uno dei due era realizzato per adattarsi all'occhio umano, l'altro a una lastra fotografica. La torre fu progettata da Gustaf Nyström e fu utilizzata per il progetto internazionale della Carte du Ciel. Durante i bombardamenti di Helsinki nel 1944 la torre del telescopio fotografico fu gravemente danneggiata, ma l'edificio principale subì pochi danni.
Con lo sviluppo della città di Helsinki, e il conseguente aumento di fumo e inquinamento luminoso, le attività di osservazione furono trasferite negli anni 70 presso l'Osservatorio di Metsähovi a Kirkkonummi, e successivamente nei siti internazionali, come le Canarie o il Cile.
L'osservatorio si trova al centro della città di Helsinki e non è stato più utilizzato a partire dalla metà del XX secolo. Nel 2010 il Dipartimento di Astronomia è stato fuso con il Dipartimento di Fisica, e gli astronomi si sono trasferiti al campus di Kumpula, mentre l'edificio dell'osservatorio è stato completamente restaurato e aperto al pubblico come museo nel 2012. Vi si trova inoltre la sede dell'associazione di astrofili Ursa Astronomical Association.

### Strumentazione
- Rifrattore di Argelander da 17,6 cm
- Doppio rifrattore da 33 cm
- Rifrattore Cassegrain da 35 cm
- Radiotelescopio da 3 m